# Uncinia egmontiana
Uncinia egmontiana là loài thực vật có hoa trong họ Cói. Loài này được Hamlin miêu tả khoa học đầu tiên năm 1959.